# Vasikkaniemi
Vasikkaniemi är en udde i Finland. Den ligger i Kotka och landskapet Kymmenedalen, i den södra delen av landet, 110 km öster om huvudstaden Helsingfors.
Terrängen inåt land är mycket platt. Havet är nära Vasikkaniemi åt sydost.  Närmaste större samhälle är Kotka, 1,9 km öster om Vasikkaniemi. Runt Vasikkaniemi är det i huvudsak tätbebyggt.